# Верховный суд Йемена
Верховный суд Республики Йемен — высшая судебная инстанция Йемена, находящаяся в Сане. Верховный суд Йемена делится на 8 отделов: конституционный, по рассмотру апелляций, уголовный, военный, гражданский, семейный, коммерческий и административный. Как высшая инстанция Верховный суд рассматривает апелляции на решения по военным дисциплинарным, а также гражданским личным, административным и коммерческим делам, а кроме того — и на окончательные приговоры по уголовным делам. Как конституционный суд Верховный суд имеет полномочия контролировать конституционность законов, подзаконных актов, указов, постановлений и декретов; решать случаи конфликтов в вопросах юрисдикции между судебными инстанциями; решать дела, касающиеся спорных результатов выборов. Помимо этого Верховный суд в первой инстанции рассматривает иски против Президента, Вице-президента, Премьер-министра, их заместителей и министров. Заседания проводятся в открытом формате, не считая случаев когда Суд проводит заседания за закрытыми дверями по причинам безопасности или общественной морали. В то же время абсолютно все вердикты суда публикуются открыто. Бюджет Суда утверждается Высшим судебным советом.